# Dinamo Moskwa w sezonie 1929
W sezonie 1929 drużyna piłkarzy Dinama Moskwa zdobyła mistrzostwo Towarzystwa Sportowego "Dinamo", co było ich pierwszym ogólnokrajowym sukcesem. W Mistrzostwach Moskwy Dinamo zajęło dwukrotnie 3. miejsce. Był to siódmy sezon w historii klubu.

## Skład
| Nr | Poz. | Piłkarz           |
| -- | ---- | ----------------- |
|    | BR   | Fiodor Czulkow    |
|    | BR   | Siergiej Sawielew |
|    | OB   | Iwan Łenczikow    |
|    | OB   | Nikołaj Karpienko |
|    | OB   | Konstantin Fomin  |
|    | PO   | Siergiej Iwanow   |
|    | PO   | Fiodor Sielin     |
|    | PO   | Aleksandr Żidkow  |

| Nr | Poz. | Piłkarz            |
| -- | ---- | ------------------ |
|    | PO   | Aleksiej Makarow   |
|    | PO   | Pawieł Korotkow    |
|    | PO   | Władimir Kulikow   |
|    | PO   | Aleksiej Stoliarow |
|    | NA   | Władimir Titow     |
|    | NA   | Walentin Prokofjew |
|    | NA   | Pawieł Sawostianow |
|    | NA   | Wasilij Pawłow     |

## Mecze
| 19 maja 1929 | Dinamo Moskwa                                | 3:2 | RKimA                     |                                         |
|              | Sawostianow 18' · Pawłow 30' · Prokofjew 65' |     | 11' Sorokin · 38' Blinkow | Centralny Stadion „Dinamo” Widzów: 6000 |

| 2 czerwca 1929 | KOR            | 1:3 | Dinamo Moskwa                  |                |
|                | Zagiadskow 72' |     | 8' Pawłow · 14', 25' Prokofjew | ? Widzów: 8000 |

| 9 czerwca 1929 | Dinamo Moskwa                         | 3:1 | Proletarskaja Kuznica |                                           |
|                | W. Titow 4' · Iwanow 35' · Pawłow 83' |     | 20' Szaposznikow      | Centralny Stadion „Dinamo” Widzów: 10 000 |

| Mistrzostwa „Dinamo” 1/8 F 21 lipca 1929 | Dinamo Smoleńsk | 0:12 | Dinamo Moskwa                                                                                           |                                          |
|                                          |                 |      | 10', 18', 32', 56' Iwanow · 15', 24', 48', 63' Pawłow · 29', 67' Prokofjew · 74' Kulikow · 83' W. Titow | Stadion Profsojuz, Smoleńsk Widzów: 5000 |

| Mistrzostwa „Dinamo” 1/4 F 2 sierpnia 1929 | Dinamo Moskwa                                                         | 6:3 | Dinamo Niżny Nowogród |                                         |
|                                            | Prokofjew 18', 53' · Sawostianow 31' · Iwanow 57', 65' · W. Titow 86' |     | 72', 77', 78'         | Centralny Stadion „Dinamo” Widzów: 3000 |

| Mistrzostwa „Dinamo” 1/2 F 4 sierpnia 1929 | Dinamo Moskwa                                  | 4:3 (pd.) | Dinamo Północnego Kaukazu                  |                                         |
|                                            | W. Titow 61' · Iwanow 85', 95' · Korotkow 129' |           | 21' Urbanski · 57' Serdiukow · 100' Kurabo | Centralny Stadion „Dinamo” Widzów: 3000 |

| Mistrzostwa „Dinamo” Finał 8 sierpnia 1929 | Dinamo Moskwa                               | 4:3 (pd.) | Dynamo Kijów                   |                                         |
|                                            | Fomin 34' · W. Titow 43' · Iwanow 53', 127' |           | 25', 47' Pieczenyj · 29' Szulc | Centralny Stadion „Dinamo” Widzów: 8000 |

| 118 sierpnia 1929 | Dinamo Moskwa | 1:1 | RKimA        |                                           |
|                   | Prokofjew 75' |     | 85' Bogdanow | Centralny Stadion „Dinamo” Widzów: 10 000 |

| 225 sierpnia 1929 | KOR                           | 2:6 | Dinamo Moskwa                                                    |   |
|                   | Czestnow 14' · Zagiadskow 78' |     | 28', 63' Iwanow · 40' Sielin · 49', 82' Pawłow · 74' Sawostianow | ? |

| 38 września 1929 | Piszczewiki | 1:4 | Dinamo Moskwa                                              |                                                            |
|                  | Leuta 52'   |     | 2' Sielin · 19' (k.) Iwanow · 30' Sawostianow · 33' Pawłow | Stadion im. M. Tomskogo Widzów: 10 000 Sędzia: W. Wasiljew |
| Starostin 61'    | 42' Fomin   |     |                                                            | Stadion im. M. Tomskogo Widzów: 10 000 Sędzia: W. Wasiljew |

| 419 września 1929 | Dinamo Moskwa                           | 3:2 | Proletarij                |                                         |
|                   | Prokofjew 25' · Pawłow 36' · Iwanow 82' |     | 44' Gurow · 68' Gruzinski | Centralny Stadion „Dinamo” Widzów: 8000 |

| 522 września 1929 | Triochgorka Moskwa            | 3:2 | Dinamo Moskwa           |                     |
|                   | Chołyn 26' · Smirnow 68', 72' |     | 32' Pawłow · 50' Iwanow | Stadion Triochgorki |

| 628 września 1929 | Dinamo Moskwa                             | 3:1 | CDKA Moskwa |                                                          |
|                   | Sawostianow 25' · Iwanow 55' · Pawłow 79' |     | 9' Iljin    | Centralny Stadion „Dinamo” Widzów: 8000 Sędzia: N. Popow |

| 75 października 1929 | Dinamo Moskwa | 1:3 | RDPK                                            |                                                             |
|                      | Pawłow 42'    |     | 12' Sokołow · 65' N. Troicki · 89' Szaposznikow | Centralny Stadion „Dinamo” Widzów: 8000 Sędzia: W. Wasiljew |
| Sielin 15'           |               |     |                                                 | Centralny Stadion „Dinamo” Widzów: 8000 Sędzia: W. Wasiljew |